# Głazicha
Głazicha (ros. Глазиха) – wieś w Rosji, w rejonie charowskim obwodu wołogodzkiego. W 2010 r. liczyła 6 mieszkańców.